# Anna Gąsiorowska
Anna Gąsiorowska z domu Ziółkowska (ur. 1 stycznia 1906 w Nunie, zm. ok. 1970 tamże) – polska rolniczka, Sprawiedliwa wśród Narodów Świata.

## Życiorys
Z małżeństwa z Lucjanem Gąsiorowskim Anna miała czterech synów: Czesława, Wojciecha, Eustachiusza (Staśka) i Jana. Ich piąty syn zginął w wypadku. W drugiej połowie 1944 r. Anna razem z mężem Lucjanem przygarnęła włóczącą się od dwóch lat po okolicznych wsiach Dobę Drezner z Serocka, która uciekła z warszawskiego i legionowskiego getta. Odtąd Gąsiorowscy nazywali ją Danusią i przygarnęli na czas działań wojennych. Z obawy przed restrykcjami spotykanymi przez Polaków ukrywających Żydów, Gąsiorowscy ukrywali żydowskie korzenie Doby nawet przed swoimi synami. Anna wspólnie z Lucjanem zapoznała Dobę z praktykami wiary chrześcijańskiej i zabierała ją na nabożeństwa do lokalnego kościoła. Dziecko pomagało w pracach gospodarczych u Gąsiorowskich. W 1945 r., gdy wieś Nuna zamieszkała przez Gąsiorowskich znalazła się w strefie zagrożenie frontowego, wszyscy domownicy skryli się na dwa dni w piwnicy na ziemniaki. Doba Danusia opuściła Gąsiorowskich w styczniu 1946 r. bez pożegnania, po czym skierowała się do Legionowa w poszukiwaniu ojca. Stamtąd przygarnięcie wcześniej przez Annę dziecko dostało się do Warszawy, później do żydowskiego sierocińca w Otwocku, a następnie do Częstochowy, gdzie zostało odnalezione w 1949 r. i przetransportowane do Stanów Zjednoczonych przez rodzinę mieszkającą w Nowym Jorku.
19 kwietnia 2015 r. Instytut Jad Waszem uznał Annę Gąsiorowską za Sprawiedliwą wśród Narodów Świata. Razem z nią uhonorowany został jej mąż, Lucjan Gąsiorowski. Odznaczenie odebrał ich syn, Eustachiusz Gąsiorowski wspólnie ze swoją córką Mariolą Wyszyńską w lutym 2020 r.